# Číměř (district de Jindřichův Hradec)
Pour les articles homonymes, voir Číměř.
Číměř (en allemand : Schamers) est une commune du district de Jindřichův Hradec, dans la région de Bohême-du-Sud, en République tchèque. Sa population s'élevait à 710 habitants en 2020.

## Géographie
Číměř se trouve à 11 km au sud-est de Jindřichův Hradec, à 45 km à l'est-nord-est de České Budějovice et à 122 km au sud-sud-est de Prague.
La commune est limitée par Horní Pěna et Kačlehy au nord, par Člunek au nord-est, par Nová Bystřice au sud-est et au sud, et par Stráž nad Nežárkou, Lásenice et Dolní Žďár à l'ouest.

## Histoire
La première mention écrite du village date de 1359.